# Riccardo Polizzy Carbonelli
Riccardo Polizzy Carbonelli (Roma, 17 ottobre 1961) è un attore e doppiatore italiano, noto al pubblico principalmente per l'interpretazione di Roberto Ferri nella soap opera Un posto al sole.

## Biografia
Nipote di Ignazio Polizzy Carbonelli (pianista e cantante de I Romans e uno degli autori musicali della celebre canzone Tornerò dei Santo California nel 1975), Riccardo Polizzy Carbonelli ha frequentato la scuola di teatro La Scaletta di Roma, fondata da Michele Mario Iorio e diretta da Giovanbattista Diotajuti e Tonino Pierfederici. Inoltre, nella sua lunga carriera, ha lavorato per il cinema e in svariate produzioni televisive. Il ruolo che lo ha reso celebre è quello di Roberto Ferri, imprenditore privo di scrupoli, che interpreta dal 2001 nella soap opera italiana di maggior successo, Un posto al sole. Ha recitato al fianco di attori come Terence Hill, Stefania Sandrelli ed Elena Sofia Ricci, rispettivamente, nelle fiction Un passo dal cielo, Una grande famiglia e Che Dio ci aiuti.
Il 13 dicembre 2014, L'arte della felicità, film nel quale Riccardo Polizzy Carbonelli presta la sua voce, vince per la prima volta nella storia del cinema italiano il premio come miglior film d'animazione agli European Film Awards 2014. Nel 2015 è protagonista, insieme a Vanessa Gravina e Edoardo Siravo, della commedia teatrale Nina per la regia di Patrick Rossi Castaldi.

## Filmografia

### Cinema
- La visione del sabba, regia di Marco Bellocchio (1988)
- Quando finiranno le zanzare, regia di Giorgio Pandolfi (1990)
- Condannato a nozze, regia di Giuseppe Piccioni (1993)
- Tra noi due tutto è finito, regia di Furio Angiolella (1994)
- La rentrée, regia di Franco Angeli (2001)
- Biuti Quin Olivia, regia di Federica Martino (2002)
- La voce - Il talento può uccidere, regia di Augusto Zucchi (2013)
- Un amore così grande, regia di Cristian De Mattheis (2018)
- Infiniti, regia di Cristian De Mattheis (2023)

### Televisione
- Un figlio a metà - Un anno dopo, regia di Giorgio Capitani – miniserie TV (1992)
- Ein Haus in der Toscana – serie TV, episodio 1x18 (1993)
- Nonno Felice – sitcom, episodio 3x32 (1995)
- In nome della famiglia – soap opera, regia di Vincenzo Verdecchi (1997)
- Lui e lei – serie TV, 5 episodi (1998)
- Giornalisti – serie TV (2000)
- Un posto al sole – soap opera (2001-in corso)
- Valeria medico legale – serie TV, episodio 2x02 (2002)
- Il segreto di Arianna, regia di Gianni Lepre – miniserie TV (2007)
- Fidati di me, regia di Gianni Lepre – miniserie TV (2008)
- Puccini, regia di Giorgio Capitani – miniserie TV (2009)
- Enrico Mattei - L'uomo che guardava al futuro, regia di Giorgio Capitani – miniserie TV (2009)
- Ho sposato uno sbirro – serie TV, episodio 2x20 (2010)
- Un passo dal cielo – serie TV, episodi 1x05-1x12 (2011)
- Che Dio ci aiuti – serie TV, 7 episodi (2012-2014)
- Una grande famiglia – serie TV, 7 episodi (2012-2013)
- Le tre rose di Eva 4 – serie TV (2017)

### Cortometraggi
- Uno su seicentomilioni, regia di Maurizio Fei (1997)
- Edicola, regia di Maurizio Fei (1999)
- Qualcosa che mi apparteneva, regia di Maurizio Fei (1999)
- Il buio nella mente, regia di Giovanni Ammendola (2006)
- Ho preso un bambino per mano, regia di Andrea Marrocco (2008)
- Il piccolo segno, regia di Carlo Cerciello (2014)
- La goccia e il mare, regia di Daniele Falleri (2018)

## Teatro
- Bacco in Toscana, regia di Francesco Redi e Pino Manzari
- Carnevalata romana di Mario Fiore e Sergio Bargone
- L'Amleto non si può fare di Vittorio Franceschi e Massimo Cinque
- Enrico IV di Luigi Pirandello
- Una zingara m'ha detto, regia di Pietro Garinei
- Via col vento - Un musical, regia di Massimo Cinque
- I promessi sposi - Un musical, regia di Massimo Cinque
- Il pellicano di August Strindberg, regia di Gianni Caliendo
- Star Trik&Trak, regia di Claudio Insegno e Roberto Draghetti
- Solo quando rido, regia di Alberto Lionello
- Tifortri, regia di Claudio Insegno
- E i topi ballano, regia di Mattia Sbragia
- La notte di Nellie Toole, regia di Giovanni Lombardo Radice
- Chi la spia l'aspetti, regia di Luca Barcellona
- Il mastino dei Baskerville di Arthur Conan Doyle, regia di Patrick Rossi Castaldi
- Sogno di una notte di mezza estate di William Shakespeare, regia di Walter Manfrè
- Romeo e Giulietta di William Shakespeare, regia di Franco Ricordi
- Fede, regia di Gianni Mantesi
- La parigina, regia di Rossana Patrizia Siclari
- La mandragola di Niccolò Machiavelli, regia di Walter Manfrè
- Silone o la speranza, regia di Salvo Bitonti
- La bisbetica domata di William Shakespeare, regia di Lorenzo Simoni
- Ippolito di Euripide, regia di Renato Riccioni
- Ma non è una cosa seria di Luigi Pirandello, regia di Ileana Ghione
- Diario di qualcuno, regia di Salvo Bitonti
- La locandiera di Carlo Goldoni, regia di Lorenzo Simoni
- Serata Feydeau, regia di Lucio Chiavarelli
- Dartagnan, regia di Renzo Musumeci Greco
- I Viceré di Federico De Roberto, regia di Piera Degli Esposti
- L'uomo, la bestia e la virtù di Luigi Pirandello, regia di Ileana Ghione
- Casa di bambola di Henrik Ibsen, regia di Ileana Ghione
- Storie di pellegrini, regia di Salvo Bitonti
- I giganti della montagna di Luigi Pirandello, regia di Ileana Ghione e Mario Maranzana
- Candida di George Bernard Shaw, regia di Ileana Ghione
- Macbeth di William Shakespeare, regia di Franco Ricordi
- L'avaro di Molière, regia di Ileana Ghione
- La guerra di Troia non si farà di Jean Giraudoux, regia di Ileana Ghione
- L'importanza di chiamarsi Ernesto di Oscar Wilde, regia di Edmo Fenoglio
- Questa sera si recita a soggetto di Luigi Pirandello, regia di Ileana Ghione
- Zio Vanja di Anton Čechov, regia di Ileana Ghione
- Due dozzine di rose scarlatte di Aldo De Benedetti, regia di Ileana Ghione
- Giulio Cesare di William Shakespeare, regia di Roberto Marafante
- Medea di Euripide, regia di Nicasio Anzelmo
- Mortal Kabàret, regia di Fabrizio Bancale
- Ninà, regia di Patrick Rossi Castaldi
- Frida Kahlo - Lettere d'amore e di dolore, regia di Mirko Di Martino

## Doppiaggio

### Film
- Dariusz Jakubowski in 365 giorni - Adesso e Altri 365 giorni
- Gabriel Byrne in Segreti di famiglia
- Alfred Molina in Una donna promettente
- Jon Donahue in Inferno
- Cedric the Entertainer in Top Five
- Yul Vazquez in Autobiografia di un finto assassino
- Tommy Hilfiger in Zoolander 2
- François Morel in I viziati
- Željko Ivanek in Dancer in the Dark
- Bengt C.W. Carlsson in Un giorno e mezzo
- Tamás Fodor in Una spiegazione per tutto

### Film d'animazione
- Zì Pasquale,  Zì Vincenzo e Il Cieco ne La cantata dei pastori
- Totonno Roccocò e Sergianni Salnitro in Il piccolo Sansereno
- Speaker radiofonico ne L'arte della felicità

### Film TV
- Dan Payne in Descendants

### Serie televisive
- Julian Sands ne I Medici
- Mark Pellegrino in The Returned
- Cameriere in Better Call Saul (ep. 06x09)
- Joe Mantiello in American Horror Story
- Endre Hules in Castle

### Serie animate
- Thot in Egyxos
- Masumi Kiryu in Witch Watch